# Postel (film)
Postel je český film režiséra Oskara Reifa z roku 1998.
Dne 17. května 1998 byl uveden na Filmovém festivalu v Cannes.
Na cenách Český lev získal ocenění za nejlepší filmový plakát.